# آسيا الوسطى

دول آسيا الوسطى

آسيا الوسطى هي منطقة تمتد في آسيا، من بحر قزوين في الغرب إلى الصين ومنغوليا في الشرق، ومن أفغانستان وإيران في الجنوب إلى روسيا في الشمال. تتكون المنطقة من جمهوريات الاتحاد السوفيتي والتي تتكون حالياً من أوزبكستان وتركمانستان وكازاخستان وطاجكستان وقيرغيزستان.
يُشار إليها أيضًا بالعامية باسم «الستانات» حيث أن جميع البلدان التي تعتبر عمومًا داخل المنطقة لها أسماء تنتهي بالكلمة الفارسية «-ستان»، والتي تعني «أرض». بالرغم من أن تعريف هذه المنطقة موجود، إلا أنه لا يوجد تعريف متفق يقبل عالمياً لوصف هذه المنطقة. مع أن تحديد حدود المنطقة بشكل دقيق لم يحسم، تشترك المنطقة في الكثير من الخصائص العامة الهامة. أحدها أن آسيا الوسطى كانت من الناحية التاريخية مترابطة بشكل وثيق. ونتيجة لذلك كانت منطقة تقاطع الطرق لحركة الناس، والسلع، والأفكار بين أوروبا، والشرق الأوسط، وجنوب آسيا، وشرق آسيا على طول أحد فروع طريق الحرير. وتعرف أحياناً باسم «آسيا الداخلية»، فهي تقع ضمن مجال القارة الأورآسيوية الأوسع.
وفي مرحلة ما قبل الإسلامية وأوائل العصور الإسلامية، أصبحت آسيا الوسطى الموطن لكل من لالكازاخ، الأوزبك، والتتار، التركمان، القيرغيز والأويغور. وحلت اللغات التركية محل اللغات الإيرانية التي كانت منتشرة في المنطقة.
ومنذ منتصف القرن التاسع عشر وحتى نهاية القرن العشرين تقريبًا، كانت معظم آسيا الوسطى جزءًا من الإمبراطورية الروسية ثم الاتحاد السوفيتي فيما بعد، والمنطقة موطنًا لحوالي 7 ملايين من أصل روسي و 500000 أوكراني.

## التعريف

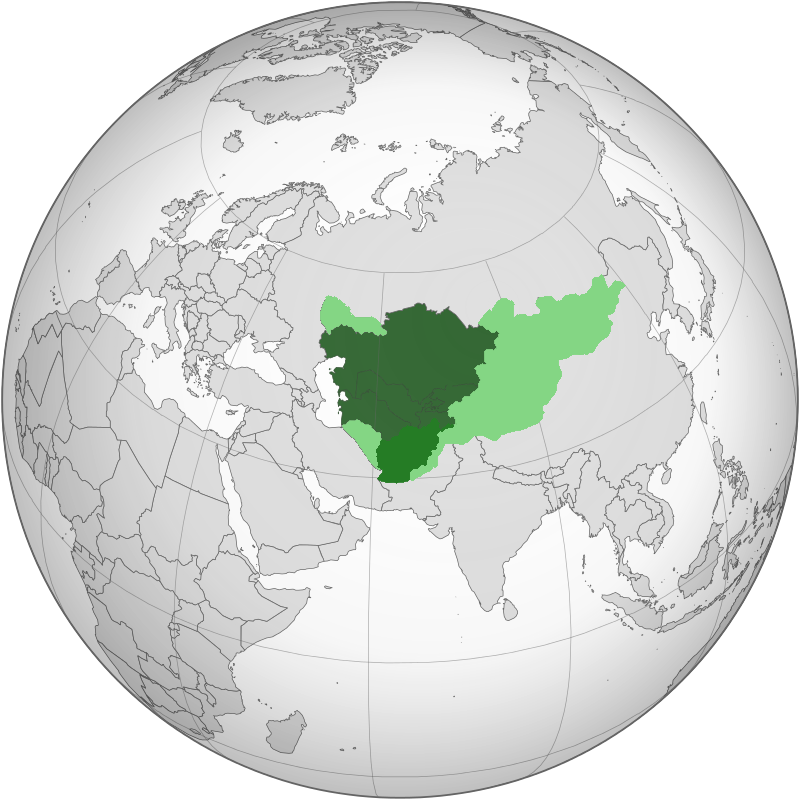
تعريف موسع لآسيا الوسطى. التعريف الأساسي الذي يشمل دول ما بعد الاتحاد السوفياتي الخمس باللون الأخضر الداكن. أفغانستان، باللون الأخضر. المناطق التي تعتبر أحيانًا جزءًا من آسيا الوسطى باللون الأخضر الفاتح.

تخضع حدود آسيا الوسطى لتعريفات متعددة. فتعد الجغرافيا السياسية من العوامل المهمة المستخدمة على نطاق واسع حول تعريفات آسيا الوسطى. ويتكون تعريف هومبولت من أن كل دولة تقع بين 5 درجات شمالًا و 5 درجات جنوبًا من خط العرض 44.5 درجة، تكون ضمن اسيا الوسطى وهمبولت هو الوحيد ذكر بعض السمات الجغرافية لهذه المنطقة والتي تشمل بحر قزوين في الغرب وجبال ألتاي في الشمال وجبال هندوكوش وبامير في الجنوب. وشكك الجغرافي الروسي نيكولاي خانيكوف في تعريف خط العرض لآسيا الوسطى. فضل خانيكوف نفسه تعريفًا ماديًا للمنطقة وهي أن جميع البلدان الواقعة في هذه المنطقة غير ساحلية. وشملت هذه التعريفات في الغالب: أفغانستان، طاجيكستان، أوزبكستان، تركمانستان، قيرغيزستان، خراسان وتركستان الشرقية.
وكان تعريف الاتحاد السوفييتي، الذي عرف آسيا الوسطى على أنها تتكون فقط من أوزبكستان، تركمانستان، طاجيكستان وقيرغيزستان، وبعد فترة وجيزة من تفكك الاتحاد السوفيتي في عام 1991، التقى قادة جمهوريات آسيا الوسطى الأربع السابقة في طشقند وأعلنوا أن تعريف آسيا الوسطى يجب أن يشمل كازاخستان وكذلك الأربعة الأصلية التي شملها السوفييت.و منذ ذلك الحين، أصبح هذا هو التعريف الأكثر شيوعًا لآسيا الوسطى.
ويعرّف تاريخ حضارات آسيا الوسطى التابع لليونسكو، الذي نُشر في عام 1992، أن المنطقة تتكون من أفغانستان، وشمال شرق إيران، وشمال ووسط باكستان، وشمال الهند، وغرب الصين، ومنغوليا، وجمهوريات الاتحاد السوفيتي السابقة في آسيا الوسطى".
وهناك طريقة بديلة وهي تحديد المنطقة على أساس العرق، وعلى وجه الخصوص، المناطق المأهولة من قبل الشعوب التركية أو الإيرانية أو المنغولية. وتشمل هذه المناطق تركستان الشرقية، والمناطق التركية في جنوب سيبيريا، والجمهوريات الخمس، وأفغانستان، والمناطق الشمالية والغربية من باكستان وكشمير والتبت.

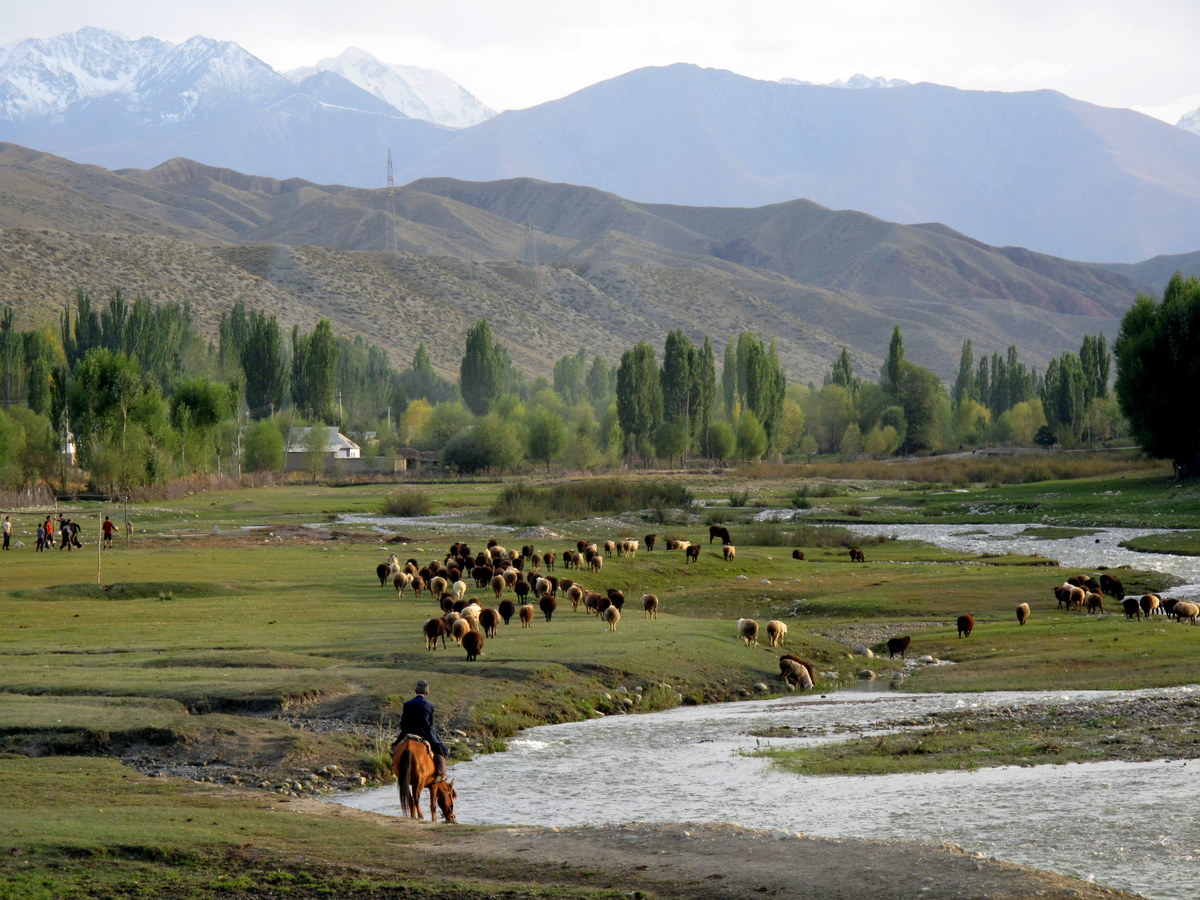
الشاطئ الجنوبي لبحيرة إيسيك كول

## الجغرافيا
آسيا الوسطى هي منطقة كبيرة للغاية ذات جغرافيا متنوعة، بما في ذلك الممرات العالية والجبال (تيان شان)، والصحاري الشاسعة (كيزيل كوم، تكلاماكان)، وخاصة السهول العشبية الخالية من الأشجار. تعتبر مناطق السهوب الشاسعة في آسيا الوسطى جنبًا إلى جنب مع سهوب أوروبا الشرقية كمنطقة جغرافية متجانسة تعرف باسم السهوب الأوراسية. ويعَني جزء كبير من أراضي آسيا الوسطى جاف جدًا أو وعرة جدًا للزراعة.
وتشمل الأنهار الرئيسية في المنطقة نهر جيحون وسيحون، إريتش، ونهر هري ونهر المرغاب. وتشمل البحيرات الرئيسية من بحر آرال وبحيرة بالكاش.

## التاريخ
اتسمت العلاقات بين البدو الرحل والسكان المستقرين في آسيا الوسطى وحولها منذ فترة طويلة بالصراع. وكان أسلوب الحياة البدوي مناسبًا تمامًا للحرب، وأصبح فرسان السهوب من أكثر الأشخاص قوة عسكريًا في العالم، ولم يقيدهم سوى افتقارهم إلى الوحدة الداخلية.
وخلال عصور ما قبل الإسلام وأوائل العصر الإسلامي، كانت تسكن جنوب آسيا الوسطى من قبل المتحدثين باللغات الإيرانية. وحدثت الهجرة الرئيسية للشعوب التركية بين القرنين الخامس والعاشر، عندما انتشرت في معظم أنحاء آسيا الوسطى. وخلال القرنين الثالث عشر والرابع عشر، احتل المغول المنطقة، وحكمت من قبل خانية الجاغاطاي.
وبعد في القرن الرابع عشر توسعت روسيا، الصين، في المنطقة ثم استولت على الجزء الأكبر بحلول نهاية القرن التاسع عشر. وبعد الثورة الروسية، تم دمج مناطق غرب آسيا الوسطى في الاتحاد السوفيتي. ثم تم دمج الجزء الشرقي من آسيا الوسطى، المعروف باسم تركستان الشرقية، في جمهورية الصين الشعبية.
شهدت المناطق السوفيتية في آسيا الوسطى الكثير من التصنيع وبناء البنية التحتية، ولكن أيضًا قمع الثقافات المحلية، وإرث دائم من التوترات العرقية والمشاكل البيئية. ورحلت السلطات السوفيتية ملايين الأشخاص، وهاجر من سكان المناطق الغربية من الاتحاد السوفيتي إلى آسيا الوسطى وسيبيريا. ووفقًا لتورج أتاباكي وسانجوت مهينديل، «من عام 1959 إلى عام 1970، هاجر حوالي مليوني شخص من أجزاء مختلفة من الاتحاد السوفيتي إلى آسيا الوسطى، وانتقل حوالي مليون منهم إلى كازاخستان.»
مع انهيار الاتحاد السوفيتي، حصلت خمس دول على الاستقلال. وفي جميع الدول تقريبًا، احتفظ مسؤولو الحزب الشيوعي السابق بالسلطة كزعماء محليين. وفي السنوات الأخيرة سعت قيرغيزستان، كازاخستان ومنغوليا إلى مزيد من المجتمعات المفتوحة، على عكس أوزبكستان، طاجيكستان، وتركمانستان، التي حافظت على كثير من الطراز السوفيتي.

## الديموغرافيا
من خلال تعريف واسع يشمل منغوليا وأفغانستان، يعيش أكثر من 90 مليون شخص في آسيا الوسطى، أي حوالي 2٪ من إجمالي سكان آسيا. وتبلغ الكثافة السكانية 9 أشخاص لكل كيلومتر مربع، أي أقل بكثير من 80.5 شخصًا لكل كيلومتر مربع من القارة ككل.

### اللغات
الروسية، فضلا عن كونها يتحدث بها نحو ستة ملايين من الروس والأوكرانيين في آسيا الوسطى، فهي في الواقع لغة مشتركة في جميع أنحاء الجمهوريات السوفياتية السابقة في آسيا الوسطى. وتهيمن لغة المندرين على تركستان الشرقية.
تنتمي غالبية لغات سكان جمهوريات آسيا الوسطى السوفيتية السابقة إلى المجموعة اللغوية التركية. اللغة التركمانية، ويتحدث بشكل رئيسي في تركمانستان، وكلغة أقلية في أفغانستان، روسيا، إيران وتركيا. اللغة القازاقية والقرغيزية لغات ذات الصلة مجموعة من اللغات التركية وتحدث في جميع أنحاء كازاخستان، قيرغيزستان، وكلغة أقلية في طاجيكستان، أفغانستان وتركستان الشرقية. واللغة الأوزبكية والأويغورية ويتحدث بها في أوزبكستان، طاجيكستان، قيرغيزستان، أفغانستان وتركستان الشرقية.

### الأديان
الإسلام هو الدين الأكثر شيوعًا في جمهوريات آسيا الوسطى وأفغانستان وتركستان الشرقية والمناطق الغربية الطرفية، مثل باشكورتوستان. ومعظم المسلمين في آسيا الوسطى هم من السنة، وإن كانت هناك أقلية شعية كبيرة في أفغانستان وطاجيكستان. وقد كانت البوذية والزرادشتية الديانات الرئيسية في آسيا الوسطى قبل وصول الإسلام. ولا يزال التأثير الزرادشتي محسوسًا اليوم في مثل هذه الاحتفالات مثل احتفالات النوروز، التي تقام في جميع دول آسيا الوسطى الخمس. وكانت البوذية ديانة بارزة في آسيا الوسطى قبل وصول الإسلام، ونقلت البوذية على طول طريق الحرير في النهاية إلى الصين. وبين الشعوب التركية، كانت التنغرية هي الديانة الرئيسي.

## المناطق والدول
| الدولة     | المساحة (كم²) | عدد السكان | الكثافة لكل كم² | العاصمة  | مجموع الناتج المحلي الإجمالي (2012) | نصيب الفرد | العملة           | اللغة الرسمية   |
| ---------- | ------------- | ---------- | --------------- | -------- | ----------------------------------- | ---------- | ---------------- | --------------- |
| كازاخستان  | 2,724,900     | 17,067,216 | 6.3             | أستانة   | 196,419 مليار                       | $12,456    | تينغ كازاخستاني  | قازاقية وروسية  |
| أوزبكستان  | 447,400       | 30,932,878 | 69.1            | طشقند    | $51,168 مليار                       | $1,867     | سوم أوزبكستاني   | أوزبكية         |
| تركمانستان | 488,100       | 5,417,285  | 11.1            | عشق آباد | $47,930 مليار                       | $5,330     | منات تركمانستاني | تركمانية        |
| طاجيكستان  | 142,550       | 8,628,742  | 60.4            | دوشنبه   | $7,592 مليار                        | $903       | ساماني طاجيكي    | طاجيكية وروسية  |
| قيرغيزستان | 199,950       | 5,940,743  | 29.7            | بيشكك    | $6,473 مليار                        | $1,152     | سوم أوزبكستاني   | قيرغيزية وروسية |

## المدن الكبرى
| المدينة   | بلد        | تعداد السكان   | صورة | معلومات |
| --------- | ---------- | -------------- | ---- | --- |
| طشقند     | أوزبكستان  | 2,425,000      |      | عاصمة أوزبكستان وأكبر مدنها. بدأت طشقند كواحة على نهر تشيرتشيق، بالقرب من سفوح جبال داغستان. |
| ألماتي    | كازاخستان  | 1,703,481      |      | كانت عاصمة كازاخستان (وسابقتها جمهورية كازاخستان الاشتراكية السوفياتية) من عام 1929 إلى عام 1998. على الرغم من فقدان مكانتها كعاصمة، تظل ألماتي المركز التجاري الرئيسي لكازاخستان. |
| بيشكك     | قيرغيزستان | 1,027,200      |      | عاصمة قيرغيزستان وأكبر مدنها. بيشكيك هي أيضًا المركز الإداري لولاية تشوي. |
| نور سلطان | كازاخستان  | 1,014,015      |      | العاصمة وثاني أكبر مدينة في كازاخستان. بعد حصول كازاخستان على استقلالها في عام 1991، في عام 1994، تم تعيين المدينة كعاصمة مستقبلية للدولة المستقلة حديثًا وأعيد تسميتها مرة أخرى إلى أستانا بعد أن تم نقل العاصمة رسميًا من ألماتي في عام 1997. في عام 2019 تم تغيير اسم المدينة مرة أخرى إلى نور سلطان لتكريم الرئيس المستقيل.                                                                        |
| عشق اباد  | تركمانستان | 727,000        |      | عاصمة وأكبر مدن تركمانستان. وعشق أباد مدينة حديثة العهد نسبيًا، ونشأت من قرية تحمل نفس الاسم أنشأها الروس عام 1818. تم ذكرها لأول مرة كقرية منتجة للنبيذ في القرن الثاني قبل الميلاد وتمت تسويتها بزلزال في القرن الأول قبل الميلاد (زلزال عشق أباد عام 1948).ازدهرت المدينة حتى دمرها المغول في القرن الثالث عشر الميلادي. بعد ذلك، بقيت كقرية صغيرة حتى تولى الروس زمام الأمور في القرن التاسع عشر. |
| بخارى     | أوزبكستان  | 237,900 (1999) |      | خامس أكبر مدينة في البلاد وعاصمة ولاية بخارى في أوزبكستان. كانت بخارى واحدة من المراكز الرئيسية للحضارة الفارسية منذ أيامها الأولى في القرن السادس قبل الميلاد، ومنذ القرن الثاني عشر الميلادي انتقل المتحدثون الأتراك إليها تدريجياً. وتشكل الهندسة المعمارية والمواقع الأثرية إحدى ركائز تاريخ آسيا الوسطى.                                                                                         |
| دوشنبه    | طاجيكستان  | 679,400        |      | عاصمة وأكبر مدن طاجيكستان. |
| قوقند     | أوزبكستان  | 209,389 (2011) |      | قوقند هي مدينة في ولاية فرغانة في شرق اوزبكستان، في الطرف الجنوبي الغربي من وادي فرغانة. تقع قوقند على بعد 228 كم جنوب شرق طشقند، و 115 كم غرب أنديجان، و 88 كم غرب فرغانة. يطلق عليها اسم "مدينة الرياح". |
| سمرقند    | أوزبكستان  | 530,000        |      | ثاني أكبر مدينة في أوزبكستان وعاصمة ولاية سمرقند. تشتهر المدينة بموقعها المركزي على طريق الحرير بين الصين والغرب، وكونها مركزًا إسلاميًا للدراسة العلمية.قام الحاكم أولوغ بيك (1394-1449) ببناء مرصد فلكي ضخم. |
| أوش       | قيرغيزستان | 243,216 (2009) |      | ثاني أكبر مدينة في قيرغيزستان. أوش هي أيضًا المركز الإداري لمنطقة أوش، على الرغم من أن المدينة نفسها ليست جزءًا من المنطقة. |

## الاقتصاد

اتجاهات نمو الناتج المحلي الإجمالي في آسيا الوسطى، 2000-2013.

منذ حصولها على الاستقلال في أوائل التسعينيات، كانت جمهوريات آسيا الوسطى تنتقل تدريجياً من اقتصاد تسيطر عليه الدولة إلى اقتصاد السوق. وكان الهدف هو محاكاة النمور الآسيوية من خلال أن تصبح النمور الثلجية في آسيا الوسطى المكافئ المحلي. وقد كان الإصلاح تدريجيًا وانتقائيًا بشكل متعمد، حيث تسعى الحكومات جاهدة للحد من التكلفة الاجتماعية وتحسين مستويات المعيشة. وتنفذ البلدان الخمسة إصلاحات هيكلية لتحسين القدرة التنافسية. وعلى وجه الخصوص، قاموا بتحديث القطاع الصناعي وتعزيز تطوير الصناعات الخدمية من خلال سياسات مالية ملائمة للأعمال التجارية وتدابير أخرى، لتقليل حصة الزراعة في الناتج المحلي الإجمالي. وبين عامي 2005 و 2013، انخفضت حصة الزراعة في جميع أنحاء طاجيكستان، حيث زادت بينما انخفضت الصناعة. ولوحظ أسرع نمو في الصناعة في تركمانستان، في حين سجل قطاع الخدمات تقدما أكبر في البلدان الأربعة الأخرى.
وتركز السياسات العامة التي تنتهجها حكومات آسيا الوسطى على الحفاظ على الميزان التجاري وتقليل الدين العام وتكديس الاحتياطيات الوطنية. وقد خرجوا سالمين نسبيًا من الأزمة المالية العالمية في 2008-2009. تعثر النمو لفترة وجيزة فقط في كازاخستان وطاجيكستان وتركمانستان، حيث نما الاقتصاد بأكثر من 7٪ سنويًا في المتوسط بين عامي 2008 و2013. وحققت تركمانستان نموًا مرتفعًا بشكل غير عادي 14.7٪ في عام 2011.

الناتج المحلي الإجمالي في آسيا الوسطى حسب القطاع الاقتصادي، 2005 و2013.

وتمتلك كازاخستان وتركمانستان احتياطيات وفيرة من النفط والغاز الطبيعي، كما أن احتياطيات أوزبكستان الخاصة تجعلها مكتفية ذاتيًا إلى حد ما. وتمتلك كل من قيرغيزستان وطاجيكستان وأوزبكستان احتياطيات من الذهب وتتمتع كازاخستان بأكبر احتياطيات من اليورانيوم في العالم. وأثر تذبذب الطلب العالمي على القطن والألمنيوم والمعادن الأخرى (باستثناء الذهب) في السنوات الأخيرة أكبر ضرر في طاجيكستان، لأن الألمنيوم والقطن الخام هما أهم صادراتها، أعلن وزير الزراعة عن نية الحكومة تقليص مساحة الأراضي المزروعة بالقطن لإفساح المجال أمام محاصيل أخرى.
وعلى الرغم من نمو الصادرات والواردات بشكل ملحوظ خلال العقد الماضي، لا تزال دول جمهوريات آسيا الوسطى عرضة للصدمات الاقتصادية، بسبب اعتمادها على صادرات المواد الخام، ودائرة مقيدة من الشركاء التجاريين، وقدرة تصنيعية لا تذكر. ولدى قيرغيزستان عيب إضافي يتمثل في اعتبارها فقيرة الموارد، ويتم توليد معظم الكهرباء من الطاقة الكهرومائية.
تتصدر كازاخستان منطقة آسيا الوسطى من حيث الاستثمارات الأجنبية المباشرة. ويمثل الاقتصاد الكازاخستاني أكثر من 70٪ من إجمالي الاستثمارات التي تم جذبها في آسيا الوسطى. وفيما يتعلق بالتأثير الاقتصادي للقوى الكبرى، يُنظر إلى الصين على أنها أحد اللاعبين الاقتصاديين الرئيسيين في آسيا الوسطى، خاصة بعد أن أطلقت بكين استراتيجيتها التنموية الكبرى المعروفة باسم مبادرة الحزام والطريق في عام 2013.

## أنظر أيضا
- اتفاقية عشق أباد

## وصلات خارجية
- خريطة عامة لآسيا الوسطى: الأولى